# Joe Arpaio

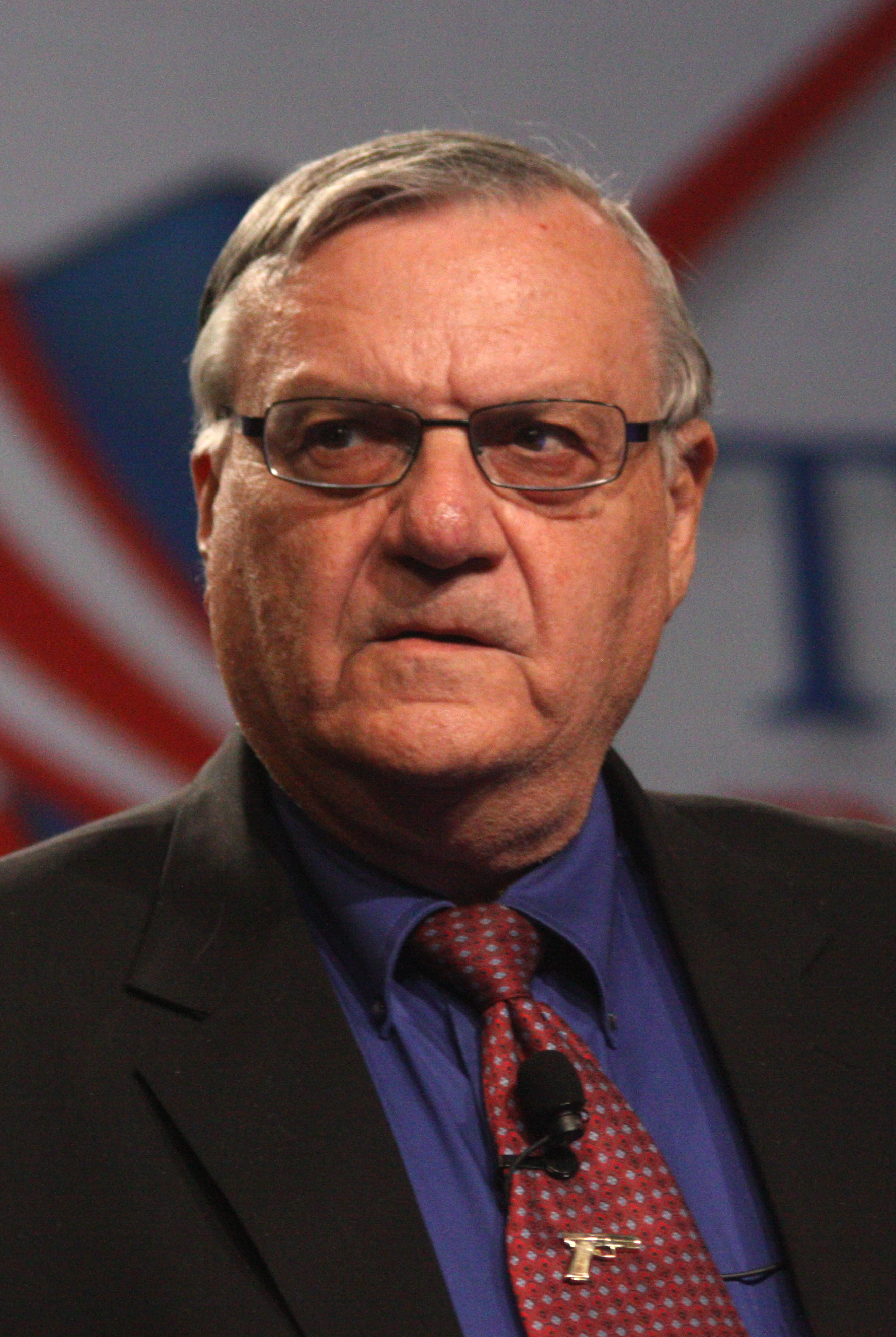
Joe Arpaio 2011

Joseph M. „Joe“ Arpaio (* 14. Juni 1932 in Springfield, Massachusetts) ist ein ehemaliger US-amerikanischer Sheriff. Er war von 1992 bis 2016 im US-Bundesstaat Arizona für den Justizvollzugsdienst des Maricopa County zuständig, der auch die Millionenstadt Phoenix einschließt. Arpaio bezeichnete sich selbst als „Amerikas härtesten Sheriff“. Bekannt wurde er durch ungewöhnliche Methoden, die darauf abzielten, die Kosten des Strafvollzugs zu minimieren und die Unbequemlichkeit für die Inhaftierten zu maximieren. Im Juli 2017 wurde Arpaio wegen Verletzung von Gerichtsanordnungen verurteilt, jedoch im August von US-Präsident Donald Trump begnadigt. Er bewarb sich parteiintern um die Nachfolge des US-Senators Jeff Flake, verlor jedoch die Vorwahl.

## Leben
Arpaio wurde in Springfield, Massachusetts als Sohn italienischer Einwanderer geboren. Seine Mutter starb bei der Geburt. Nach der Highschool arbeitete er im Geschäft seines Vaters. 1950 bis 1954 war er Soldat der US-Army und zeitweise in Frankreich stationiert. 1957 wurde er Polizist. 1958 heiratete er seine Frau Ava und hat mit ihr zwei Kinder.
Arpaio arbeitete lange als Beamter der US-amerikanischen Drogenbehörde (DEA) und bekämpfte den Drogenhandel in Mexiko, aber auch in der Türkei. 1982 quittierte er den Dienst und stieg in das Reisebüro seiner Frau ein.

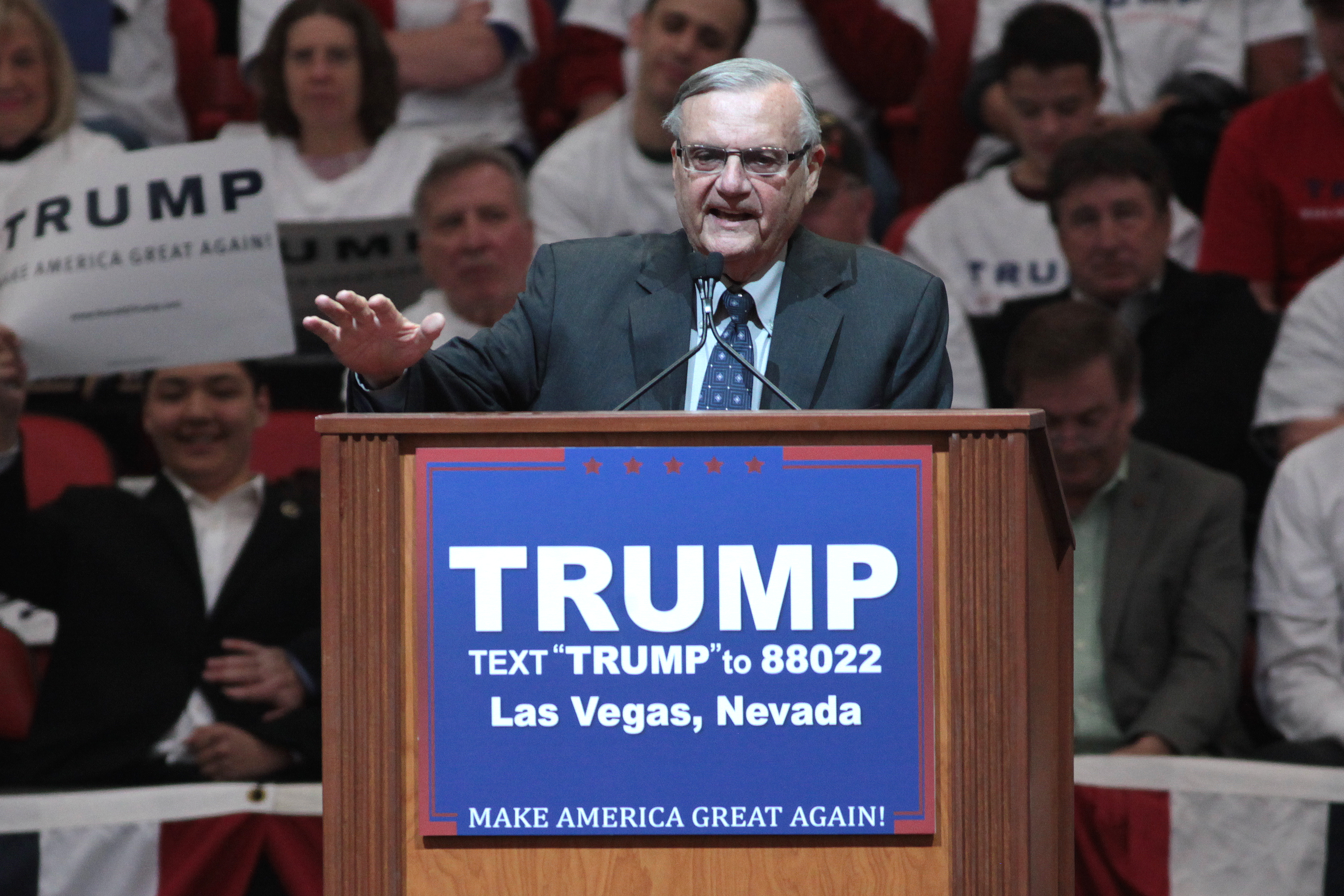
Arpaio bei einem Wahlkampfauftritt für Donald Trump im Februar 2016

Er wurde 1992 erstmals als republikanischer Kandidat zum Sheriff gewählt. Nach sechs Amtszeiten scheiterte er bei der Wahl am 7. November 2016. Arpaio gehörte zu den politischen Gegnern Präsident Obamas und gehört der verschwörungstheoretischen Birther-Bewegung an, die behauptet, dass Obama nicht in den USA geboren ist.

## Amtszeit als Sheriff

### Haftmethoden
Da Sheriff Joe Arpaio nur Untersuchungshäftlinge und verurteilte Kleinkriminelle festzusetzen hatte, die maximal zu einem Jahr Haft verurteilt waren, war es ihm rechtlich möglich, auf eine feste Unterkunft bei der Unterbringung der Häftlinge zu verzichten. So kaufte er für rund 120.000 US-Dollar Zelte der US Army aus Restbeständen des Koreakrieges auf und gründete damit Tent City neben einer Müllkippe, da dort die Grundstückspreise am günstigsten waren. Die Kapazität des Lagers ist heute auf 8000 Insassen ausgelegt; bei der Gründung war von 4000 ausgegangen worden.
Die Gefangenen im Zeltlager müssen in übereinandergestapelten Betten die Hitze Arizonas ertragen und haben kaum Bewegungsmöglichkeiten. Lediglich die Wärter haben eine improvisierte Wasserberieselung zur Kühlung. Die Betten der Gefangenen werden täglich von einem speziellen Einsatzteam durchsucht. Im Zeltlager waren zu Arpaios Amtszeit nur drei Fernsehprogramme erlaubt: der Wetterkanal, das Kochfernsehen und der Parlamentskanal, der politische Debatten überträgt. Es gab jeden Tag die identische Kost: Weißbrot mit Keksen am Vormittag, Eintopf und Kartoffeln am Abend. Der Sheriff kalkulierte dabei mit 50 Cent je Häftling pro Tag.
Seit versucht worden war, Unterwäsche aus der Haftanstalt zu schmuggeln, wurde diese pinkrosa eingefärbt. Unliebsame Häftlinge mussten klassische Schwarz-Weiß-Gefängniskleidung tragen sowie Sträflingskleidung. Auch rote Badelatschen gehörten zur Ausstattung. Als Mike Tyson im Lager inhaftiert war, musste er roséfarbene Socken tragen und wurde mit rosa Handschellen fixiert. Weibliche Strafgefangene trugen eine quergestreifte Uniform, in der sie sich unvorteilhaft und dick fühlen sollten. Männliche Gefangene mussten die Ausstattung ihrer Unterkünfte mit Plüsch- und Kuscheltieren akzeptieren. Der Strom für den Betrieb von Fernsehgeräten musste zum Teil selber mittels Ergometer produziert werden.
Auf der gesamten Anlage waren Überwachungskameras installiert, die auch als Webcam eingerichtet waren. Ein Video A Day with Sheriff Joe (deutsch: Ein Tag mit Sheriff Joe) wurde produziert und öffentlich zum Verkauf angeboten. Als Wachhunde kamen Schäferhunde zum Einsatz, die auf deutsche Kommandos trainiert wurden.
Häftlinge – auch weibliche – wurden in Chain Gangs außerhalb des Lagers eingesetzt. Die Gefangenen gingen in Gruppen zu vier Personen an einer gemeinsamen Fußkette gefesselt. Auch bei Temperaturen um 40 Grad Celsius im Schatten verrichteten sie Aufräumarbeiten und säuberten die Straßen. Dabei wurde darauf geachtet, dass sie den Blicken der Restbevölkerung ausgesetzt sind, um sie zusätzlich zu demütigen.

### „Clean Sweep“
Arpaio führte seit 2007 Razzien durch, welche er selbst als Clean Sweep (deutsch: saubermachen) bezeichnete. Er schickte bewaffnete Einheiten in Wohnviertel und ließ die Papiere kontrollieren. Bereits ein Anfangsverdacht auf illegale Einreise führte zur Verhaftung der Kontrollierten. In der Satellitenstadt Mesa führte er eine Razzia mit 60 Bewaffneten durch, wobei drei Putzfrauen des Rathauses verhaftet wurden, denen Arpaio vorwarf, ihre Papiere gefälscht zu haben.

### Kritik
Joseph Arpaios Methoden stießen vielfach auf Unverständnis und deutliche Kritik, jedoch auch auf Zustimmung. Arpaio wurde fünf Mal durch Wahlen im Maricopa County im Amt bestätigt.
Von Menschenrechtsorganisationen und Bürgerrechtsbewegungen wie Amnesty International, der American Civil Liberties Union oder dem American Jewish Committee wurde Arpaio scharf kritisiert. Insbesondere seine Razzien trafen auch auf Kritik der staatlichen Polizei, die blutige Konfrontationen befürchtete.
Das Kabinett von Präsident Barack Obama ließ prüfen, ob der Sheriff Menschen nur deshalb ins Fadenkreuz nahm, weil sie Spanisch sprechen oder keine weiße Hautfarbe haben (vgl. Racial Profiling).

„Sollen sie ruhig schnüffeln. Schauen Sie meine Beliebtheitskurve an. 69 Prozent. Trend nach oben. Kann Obama damit konkurrieren?“

### Klagen
Da die Bilder der Webcams, die Häftlinge auf der Toilette und in Umkleideräumen zeigten, ohne Zustimmung der Insassen ins Internet gestellt worden waren, reichte die Bürgerrechtsorganisation „Middle Ground Prison Reform“ gegen Arpaio eine Schadenersatzklage in Höhe von knapp 1,4 Milliarden Dollar ein.
Ende August 2010 erhob das US-Justizministerium gegen Arpaio Klage bei einem Bundesgericht in Phoenix, da er die Zusammenarbeit mit Bundesbehörden ablehne und ihnen Akteneinsicht sowie Zugang zu Justizvollzugseinrichtungen verweigere.
Das County musste für diverse Todesfälle und Verletzungen im Zusammenhang mit Arpaios Methoden Schadensersatzzahlungen in Höhe von insgesamt über 43 Millionen Dollar leisten.
Im Juli 2017 wurde Arpaio von einem Bundesgericht für schuldig befunden, gegen richterliche Anweisungen zur Gleichbehandlung verstoßen zu haben. Ihm drohte eine sechsmonatige Haftstrafe. Am 25. August begnadigte ihn US-Präsident Donald Trump aufgrund seines „beispielhaft selbstlosen Dienst[es] an der Öffentlichkeit“. Arpaio hatte Trump in dessen Präsidentschaftswahlkampf unterstützt.

## Bewerbung für den US-Senat
Im Januar 2018 gab Arpaio bekannt, sich in der parteiinternen Vorwahl um die Nachfolge des nicht mehr antretenden US-Senators Jeff Flake zu bewerben, um der Kandidat für die Hauptwahl im November 2018 zu werden. Arpaio erhielt bei der Vorwahl am 29. August 2018 18,9 Prozent der Stimmen und blieb damit deutlich hinter Martha McSally zurück, die die Nominierung mit 52 Prozent gewann.